# Euphorbia sojakii
Euphorbia sojakii là một loài thực vật có hoa trong họ Đại kích. Loài này được (Chrtek & Krísa) Dubovik mô tả khoa học đầu tiên năm 1973.